# الاتحاد العربي للرجبي
الاتحاد العربي للرجبي، هو اتحاد عربي لرياضة الرجبي يضم معظم البلدان العربية. مقره مدينة دبي، الإمارات العربية المتحدة، ينظم الاتحاد في كل سنة البطولة العربية لسباعيات الرجبي.

## تاريخ
تأسس الاتحاد العربي للرجبي يوم الاثنين 8 أكتوبر 2012 في تونس، وكان مقره الدائم في تونس العاصمة، بهدف تعزيز وتطوير لعبة الرجبي ورفع مستواها في العالم العربي.
في 1 أكتوبر 2015، عقد اتحاد الإمارات للرجبي جمعية عمومية غير عادية (طارئة) في دبي من أجل إحياء عمل الاتحاد العربي للرجبي. انتخب السيد قيس عبدالله الضالعي بالإجماع رئيساً، ونقل المقر التنفيذي الدائم للاتحاد العربي للرجبي إلى دبي، وهو نفس مقر الرئيس المنتخب في دولة الإمارات العربية المتحدة.

## الدول الأعضاء
يبلغ عدد أعضاء الاتحاد العربي للرجبي 14 عضوا.
الأعضاء الذين هم جزء من اتحاد الرجبي الأفريقي:
- مصر
- الجزائر
- ليبيا
- المغرب
- السودان
- تونس

الأعضاء الذين هم جزء من اتحاد الرجبي الآسيوي:
- العراق
- الأردن
- لبنان
- فلسطين
- قطر
- السعودية
- سوريا
- العراق